# Quantizzazione spaziale
In meccanica quantistica la quantizzazione spaziale è il fenomeno di quantizzazione del piano di rotazione di una particella rotante.
Il piano di rotazione di una particella può assumere solo valori discreti perché ml può valere solo l, l-1, ..., -l per cui le componenti z del momento angolare avranno 2l+1 valori. Infatti il momento angolare vale (l*(l+1))1/2*(h/2π) e la sua proiezione sull'asse z vale ml*(h/2π).
Il fenomeno fu evidenziato dall'esperimento di Stern e Gerlach nel 1921.